# PHX 아레나
PHX 아레나(영어: PHX Arena)는 미국 애리조나주 피닉스에 위치한 실내 경기장이다. NBA 피닉스 선스와 WNBA 피닉스 머큐리의 홈경기장으로 사용되고 있으며, 과거 NHL 피닉스 카이오티스와 ECHL 피닉스 로드러너스의 홈경기장으로 사용했다.
| NBA 올스타전 개최 경기장 |                               |          |
| 1994년                   | 1995년 아메리카 웨스트 아레나 | 1996년   |
| 타깃 센터                | 1995년 아메리카 웨스트 아레나 | 알라모돔 |
|                          |                               |          |
|                          |                               |          |

| NBA 올스타전 개최 경기장 |                           |                   |
| 2008년                   | 2009년 US 에어웨이스 센터 | 2010년            |
| 뉴올리언스 아레나        | 2009년 US 에어웨이스 센터 | 카우보이 스타디움 |
|                          |                           |                   |
|                          |                           |                   |

| NBA 올스타전 개최 경기장 |                   |        |
| 2026년                   | 2027년 PHX 아레나 | 2028년 |
| 인튜이트 돔              | 2027년 PHX 아레나 | 미정   |
|                          |                   |        |
|                          |                   |        |

| WNBA 올스타전 개최 경기장 |                               |                   |
| 1999년                    | 2000년 아메리카 웨스트 아레나 | 2001년            |
| 매디슨 스퀘어 가든        | 2000년 아메리카 웨스트 아레나 | TD 워터하우스센터 |
|                           |                               |                   |
|                           |                               |                   |

| WNBA 올스타전 개최 경기장 |                           |                  |
| 2013년                    | 2014년 US 에어웨이스 센터 | 2015년           |
| 모히건 선 아레나          | 2014년 US 에어웨이스 센터 | 모히건 선 아레나 |
|                           |                           |                  |
|                           |                           |                  |

| WNBA 올스타전 개최 경기장 |                      |                       |
| 2023년                    | 2024년 풋프린트 센터 | 2025년                |
| 미켈롭 울트라 아레나      | 2024년 풋프린트 센터 | 게인브리지 필드하우스 |
|                           |                      |                       |
|                           |                      |                       |

| WNBA 커미셔너스컵 결승전 개최 경기장 |                      |                   |
| 2020년                               | 2021년 풋프린트 센터 | 2022년            |
|                                      | 2021년 풋프린트 센터 | 윈트러스트 아레나 |
|                                      |                      |                   |
|                                      |                      |                   |